# Étienne Decroux
Étienne Decroux (ur. 19 lipca 1898 w Paryżu, zm. 12 marca 1991 w Boulogne-Billancourt) – francuski aktor teatralny, twórca mimu cielesnego.

## Elementy biograficzne
W 1923 został przyjęty do Ecole du Vieux Colombier Jacques'a Copeau i Susan Bing w Paryżu. W latach 1926–1934 grał w wielu sztukach pod kierunkiem Charles'a Dullina, Louisa Jouveta, Gastona Baty, czy Antonina Artauda, ale mawiał, że teatr słowa, i później kino, uprawiał tylko dla zarobku. Od 1932 pojawił się w filmie, zwłaszcza w obrazach Marcela Carné, jak słynni Komedianci (1945) z kreacjami Decroux, Barrault’a i Arletty, czy Pierre'a Préverta. W 1940 założył własną szkołę pod Paryżem w Boulogne-Billancourt, a w 1941 własną grupę mimu, z którą podróżował po całym świecie. W roku 1943 został profesorem sztuki mimu w Théâtre de l’Atelier w Paryżu, następnie w Piccolo Teatro w Mediolanie, uczył także w Szwecji, Szwajcarii oraz w New School i na uniwersytecie w Nowym Jorku.
W 1945 Edward Gordon Craig, po obejrzeniu jego pokazów (wraz z Jean-Louisem Barrault), pisał o nim w tygodniku „Arts” jako o geniuszu i jego mistrzu.

## Kontekst artystyczny
Jego pasja ma korzenie w Ecole du Vieux Colombier, gdzie „ćwiczenia z maską” uświadomiły mu znaczenie ciała – instrumentu dla aktora. To chyba nie przypadek, że sztuka mimu tak mocno rozwinęła się we Francji, gdzie głównym elementem teatru jest słowo. O ile dla Copeau sztuka mimu była jedną z dróg doskonalenia aktora słowa, o tyle Decroux swoją pracą i przekonaniem wyodrębnił ją w osobną i samoistną dziedzinę sztuki aktorskiej. Zdaniem francuskiego mima teatr zachodni nie jest sztuką, ewentualnie jest sztuk różnych hybrydą. Powinien zaś opierać się na aktorze, który niestety nie posiada ustalonych techniką reguł pracy. Praca nad skodyfikowaną techniką mimu cielesnego zbliża Decroux do mistrzów teatru orientalnego. Skądinąd jedną z inspiracji wywodzącą się jeszcze z Ecole Vieux Colombier była praca nad sztuką japońskiego teatru No Kantan.

## Postulaty twórcze
Decroux dążył do laboratoryjności poszukiwań, nie uznawał pokazów przed dużą publicznością, początki takiego postrzegania sztuki mimu można zauważyć już w konflikcie, który rozdzielił go z jego pierwszym uczniem Jean-Louisem Barrault (przez dwa lata pracowali razem w Théâtre de l’Atelier Charlesa Dullina).
W praktyce scenicznej nie uznawał żadnych dekoracji czy rekwizytów, ogołocił scenę i używał określenia naga scena (scène nue), do czego inspirować go mogły poszukiwania Jacques'a Copeau. Kostium mima to celowo skąpe slipy, aby ukazać maksymalnie grę mięśni. Usunął także muzykę, mówiąc, że mim i muzyka na scenie to tak jak dwie równocześnie mówiące osoby. Mim używa maski neutralnej lub ma zawoalowaną twarz, gdyż widz ma skupić się na ekspresji ciała, zwłaszcza torsu i nóg. Mim ma wyeliminować mimikę, charakterystyczną dla starej pantomimy, od której Decroux całkowicie się odcinał.
Ważnym punktem odniesienia dla mimu tworzonego przez Decroux był sport i praca fizyczna. Również słynny mim francuski Jacques Lecoq opierał swoje poszukiwania na edukacji fizycznej. Decroux w swojej młodości (mimem zajął się w wieku 25 lat) wykonywał przeróżne zawody, pracował na budowie, przy żniwach, był hydraulikiem czy pielęgniarzem. W opublikowanych po raz pierwszy w 1963 Paroles sur le mime (polskie wydanie O sztuce mimu, 1967) pisał o braku zrozumienia dla reżyserów teatralnych, którzy nie dotknęli pracy fizycznej.
Decroux postrzegał mima nie tylko w kategoriach techniki teatralnej, gdyż jak sam mawiał wszystko co robił przenikał zmysł polityczny, według Decroux, polegający na dążeniu do sprawiedliwości i szczęścia:
[...] ja mówię o tchnieniu politycznym, o tchnieniu prometejskim. Kiedy człowiek leży w slipach na podłodze, to bardzo proste, to lud leży i oto podnosi się powoli. Widzicie całą grę jego mięśni, a potem on idzie, podnosi rzeczy, projektuje je. To człowiek, który liczy na samego siebie, i w tym jest to sztuka prometejska. Ten mim jest przykładowy, zaraża chęcią robienia jak on, zaraża chęcią by wstać. Jest jak Victor Hugo. Kiedy czyta się Victora Hugo, mówi się samemu sobie, nie można tak pozostać, trzeba coś zrobić. I mim powinien przede wszystkim powiedzieć ludziom, ponieważ to jego mięsień gra, „wszystko jest możliwe”. Brakuje chęci, nie możliwości. Mim jest sztuką, która powinna być przykładowa. Jest prawie skazany na bycie przykładowym. Dlaczego skazany? Ponieważ nie można sobie pozwolić, kiedy jest się w kostiumie mima na scenie, na bycie miękkim (rozlazłym). Nagi na scenie zawsze musi być w działaniu. [...] To czego najbardziej brakuje ludziom, jak się zastanowić, to chęci, to stałość w chęciach. Człowiek pracuje, aby zarobić na życie, a kiedy skończy swój dzień pracy, nie ma ochoty zajmować się wyższymi interesami ludzkości. Ma ochotę spać. Zachowuje się jak leń wobec spraw publicznych. Taki już jest. Pozwala się nadejść katastrofom, pozwala im się dojrzewać. One nie nadchodzą, dlatego że ludzie ich chcą, ale dlatego, że ludzie chcą spać. „Nic na to nie możemy poradzić, jeśli to ma się zdarzyć lepiej nic o tym nie wiedzieć”. Największe zagrożenia wiszą nad ludzkością od zawsze, nie zmniejszają się, ale przecież, „trzeba się wyspać”. Spać! A przecież nie da się robić mimu śpiąc.
(Patrick Pezin red., Etienne Decroux, mime corporel. Textes études et temoignages, L’Entretemps, Saint-Jean de Vedas 2003, s. 80)
W wizji mimu cielesnego Etienne’a Decroux poezja i zmysł polityczny były głęboko związane z etyką. Decroux źle znosił zaśniedziałość pustych rozważań oraz zatrzymywanie się na zamiarach i chęciach, których według niego nie brakuje ludzkości, głównym problemem jest bowiem brak konsekwencji w działaniu i w realizowaniu marzeń i planów. Etyka mimu polegała na ukazaniu człowieka realizującego swoje myśli, na ukazaniu człowieka w działaniu.
Najbardziej znani uczniowie Decroux to Jean-Louis Barrault, Marcel Marceau, a także razem pracujące Pinok i Matho; Corinne Soum i Steven Wasson (Théâtre de l’Ange Fou), czy Yves Marc i Claire Heggen (Théâtre du Mouvement), oraz Thomas Leabhart, mim i wydawca „The Mim Journal”. Polskim uczniem Decroux był Aleksander Jochwed.

## Filmografia
Book & DVD
- DVD - "Enfin voir Etienne Decroux bouger Zone 0 /Pal
- Book - "Le Silence des Mimes Blancs" by D. Dobbels sur l’histoire du mime de Debureau à Decroux (144 pages)only in french.